# Howard Carpendale
Howard Victor Carpendale (Durban, Sudáfrica, 14 de enero de 1946), más conocido como Howard Carpendale es un cantante y compositor germano-sudafricano de schlager. Sus éxitos más importantes los cosechó en los países de idioma alemán en los años 1970 y 1980. En total vendió más de 24 millones de trabajos musicales.

## Biografía

### General
Tras varios intentos baldíos en su patria como cantante de beat e imitador de Elvis, se trasladó a Europa en 1966. Su primera estación fue Gran Bretaña, donde tuvo varios trabajos, entre ellos como cantante de la banda beat.
Como sudafricano, necesitaba un permiso de residencia, algo de lo que se encargaría Meta Rogall de Frisia Oriental, cuando actuó por primera vez en Alemania, lo que le permitió seguir actuando en más locales.
Jugó al rugby y gracias a uno de los partidos como visitante en Colonia hizo una prueba en la discográfica Electrola, consiguiendo un contrato. Su primer disco, Lebenslänglich vendió 60.000 unidades. Cuando estuvo en Colonia jugó en la Bundesliga de rugby para el ASV Köln. 
En 1969 tuvo, con una versión de la canción de los Beatles, Obladi Oblada su primer gran éxito en Alemania. Un año más tarde ocupó el primer puesto en el Concurso Alemán de Schlager con Das schöne Mädchen von Seite Eins.
No llegaron más éxitos y sus siguientes discos no se vendieron bien, tanto que la discográfica estuvo a punto de rescindir el contrato. Carpendale comenzó a componer y producir sus propias canciones. En 1974 salieron al mercado sus trabajos Da nahm er seine Gitarre y Du fängst den Wind niemals ein, que fueron un éxito comercial. Junto con el guitarrista que le acompañaba entonces, Joachim Horn escribió textos en alemán para canciones de fama internacional como Los hombres no deben llorar/Love me like a stranger (Fremde oder Freunde), Lulelalelula (Deine Spuren im Sand), Sitting On The Dock Of The Bay (Armer alter reicher Mann), Ti amo o Living Next Door To Alice (Tür an Tür mit Alice). También participó en la banda sonora de la serie infantil Meister Eder und sein Pumuckl.

### Despedida provisional de los escenarios
El 13 de diciembre de 2003 Carpendale actuó por última vez en la Kölnarena culminando la retirada del mundo del espectáculo que había anunciado a lo largo del año. El exitoso artista decidió no dar más conciertos ni publicar más discos. Según sus propias palabras buscaba nuevos retos en la actuación. En 2001 tuvo un papel protagonista en la serie estadounidense Dark Realm.
En el verano de 2005 su primera discográfica, EMI Electrola, publicó su primer LP completo entre 1969 y 1990 como doble CD.
En 2004 recibió el premio Echo por su trayectoria profesional.

### Vuelta
El 18 de septiembre de 2007 Carpendale anunció en el programa televisivo "Johannes B. Kerner-Show", que en abril de 2008 volvería a dar conciertos en Alemania. El 2 de noviembre de 2007 publicó su nuevo álbum 20 Uhr 10 (Las 8 y 10 de la noche). El título es una insinuación, que Carpedale antes a esa hora normalmente se encontraba en el escenario y sus conciertos comenzaban.
El álbum se colocó en la primera semana en el cuarto puesto de las listas alemanas.

## Vida privada
Carpendale fue en 1963 campeón juvenil sudafricano de lanzamiento de peso. En los años 1970 se confirmó en Alemania como piloto de Fórmula 3.
Howard Carpendale vivió en su primer matrimonio entre 1976 y 1984 con Claudia, el divorcio esperaría hasta el año 2005. La pareja tuvo un hijo, Wayne (1977). Desde 1983 Carpendale vive con la americana Donnice Pierce, con quien ha tenido un hijo, Cass (1988).

## Álbumes

### Álbumes de estudio
| Año  | Título                         | Posiciones en las listas | Posiciones en las listas | Posiciones en las listas | Notas                                                   |
| Año  | Título                         | DE                       | AT                       | CH                       | Notas                                                   |
| ---- | ------------------------------ | ------------------------ | ------------------------ | ------------------------ | ------------------------------------------------------- |
| 1969 | Ich geb mir selbst ’ne Party   | −                        | −                        | −                        | Lanzamiento: 1969                                       |
| 1970 | Howard Carpendale              | −                        | −                        | −                        | Lanzamiento: 1970                                       |
| 1972 | Eine Schwäche für die Liebe    | −                        | −                        | −                        | Lanzamiento: 1972                                       |
| 1975 | …und ich warte auf ein Zeichen | −                        | −                        | −                        | Lanzamiento: 1975                                       |
| 1976 | Fremde oder Freunde            | −                        | −                        | −                        | Lanzamiento: 1976                                       |
| 1976 | Howard Carpendale ’77          | −                        | −                        | −                        | Lanzamiento: 1976                                       |
| 1977 | Jede Farbe ist schön           | −                        | −                        | −                        | Lanzamiento: 1977                                       |
| 1977 | Nimm den nächsten Zug          | −                        | −                        | −                        | Lanzamiento: 1977                                       |
| 1978 | …dann geh doch                 | −                        | −                        | −                        | Lanzamiento: 1978                                       |
| 1978 | Und so gehen wir unsere Wege   | −                        | −                        | −                        | Lanzamiento: 1978                                       |
| 1979 | Mein Weg zu dir                | 3 (28 semanas)           | 13 (8 semanas)           | −                        | Lanzamiento: 25 de noviembre de 1979 Ventas: + 250.000  |
| 1980 | Eine Stunde für dich           | 3 (22 semanas)           | −                        | −                        | Lanzamiento: 6 de octubre de 1980 Ventas: + 250.000     |
| 1981 | Such mich in Deinen Liedern    | 4 (19 semanas)           | −                        | −                        | Lanzamiento: 2 de noviembre de 1981 Ventas: + 250.000   |
| 1982 | Bilder meines Lebens           | 9 (10 semanas)           | −                        | −                        | Lanzamiento: 4 de octubre de 1982                       |
| 1984 | Hello Again                    | 3 (25 semanas)           | 20 (4 semanas)           | 7 (16 semanas)           | Lanzamiento: 13 de febrero de 1984 Ventas: + 250.000    |
| 1984 | Howard Carpendale ’84          | 8 (13 semanas)           | −                        | −                        | Lanzamiento: 5 de noviembre de 1984 Ventas: + 250.000   |
| 1985 | Mittendrin                     | 6 (20 semanas)           | −                        | 23 (4 semanas)           | Lanzamiento: 26 de agosto de 1985 Ventas: + 250.000     |
| 1987 | Carpendale                     | 2 (21 semanas)           | −                        | −                        | Lanzamiento: 7 de septiembre de 1987 Ventas: + 250.000  |
| 1989 | Carpendale '90                 | 7 (16 semanas)           | −                        | −                        | Lanzamiento: 2 de octubre de 1989                       |
| 1991 | Ganz nah                       | 8 (25 semanas)           | −                        | −                        | Lanzamiento: 11 de febrero de 1991                      |
| 1992 | Mit viel, viel Herz            | 19 (17 semanas)          | 36 (1 semanas)           | −                        | Lanzamiento: 4 de mayo de 1992                          |
| 1994 | Ich bin da!                    | 7 (14 semanas)           | −                        | −                        | Lanzamiento: 18 de abril de 1994                        |
| 1995 | Howard Carpendale ’95          | 26 (11 semanas)          | −                        | −                        | Lanzamiento: 3 de abril de 1995                         |
| 1996 | Kein Typ für eine Nacht        | 45 (13 semanas)          | −                        | −                        | Lanzamiento: 4 de marzo de 1996                         |
| 1998 | Lust auf mehr…                 | 13 (7 semanas)           | −                        | −                        | Lanzamiento: 26 de octubre de 1998                      |
| 2001 | Alles OK                       | 9 (14 semanas)           | 55 (3 semanas)           | −                        | Lanzamiento: 5 de febrero de 2001                       |
| 2003 | Der richtige Moment            | 14 (10 semanas)          | 36 (5 semanas)           | −                        | Lanzamiento: 13 de abril de 2003                        |
| 2007 | 20 Uhr 10                      | 4 (29 semanas)           | 19 (7 semanas)           | 46 (4 semanas)           | Lanzamiento: 2 de noviembre de 2007 Ventas: + 10.000    |
| 2009 | Stark                          | 2 (16 semanas)           | 16 (5 semanas)           | 80 (1 semanas)           | Lanzamiento: 25 de septiembre de 2009 Ventas: + 100.000 |
| 2011 | Das alles bin ich              | 5 (... semanas)          | 12 (... semanas)         | 58 (... semanas)         | Lanzamiento: 25 de febrero de 2011                      |

### Álbumes en directo
| Año  | Título            | Posición en las listas | Posición en las listas | Posición en las listas | Notas                                            |
| Año  | Título            | DE                     | AT                     | CH                     | Notas                                            |
| ---- | ----------------- | ---------------------- | ---------------------- | ---------------------- | ------------------------------------------------ |
| 1982 | Live ’82          | 15 (7 semanas)         | −                      | −                      | Lanzamiento: 12 de abril de 1982                 |
| 1983 | Live '83          | 10 (6 semanas)         | −                      | −                      | Lanzamiento: 11 de abril de 1983                 |
| 2004 | Das Finale - Live | 14 (10 semanas)        | −                      | −                      | Lanzamiento: 1 de marzo de 2004 Ventas: + 25.000 |
| 2008 | 20 Uhr 10 LIVE    | −                      | 48 (2 semanas)         | −                      | Lanzamiento: 25 de julio de 2008                 |

- 1980: Live ’80
- 1990: Live in Berlin
- 1997: Live 1996
- 2001: Alles OK - Live in Concert

### Recopilaciones
| Año                   | Título                           | Posición en las listas | Posición en las listas | Posición en las listas | Notas                                                   |
| Año                   | Título                           | DE                     | AT                     | CH                     | Notas                                                   |
| --------------------- | -------------------------------- | ---------------------- | ---------------------- | ---------------------- | ------------------------------------------------------- |
| 1981                  | Meine schönsten Lieder           | −                      | 1 (12 semanas)         | −                      | Lanzamiento: 17 de abril de 1981                        |
| 1988                  | Éxitos                           | 12 (10 semanas)        | −                      | −                      | Lanzamiento: 18 de abril de 1988                        |
| 1990                  | Piano in der Nacht               | ? (6 semanas)          | −                      | −                      | Lanzamiento: 31 de diciembre de 1990                    |
| 1992                  | Welthits zum Träumen             | 46 (9 semanas)         | −                      | −                      | Lanzamiento: 30 de noviembre de 1992                    |
| 1997                  | Die Mega Fete                    | 36 (9 semanas)         | −                      | −                      | Lanzamiento: 17 de marzo de 1997                        |
| 2001                  | My Christmas                     | 80 (3 semanas)         | −                      | −                      | Lanzamiento: 3 de diciembre de 2001                     |
| 2003                  | Danke…Ti Amo                     | 29 (22 semanas)        | 32 (6 semanas)         | −                      | Lanzamiento: 21 de septiembre de 2003 Ventas: + 100.000 |
| 2004                  | Howard Carpendale singt Welthits | 99 (1 semanas)         | −                      | −                      | Lanzamiento: 23 de agosto de 2004                       |
| 2004                  | Mein Leben - Die Anthologie      | 83 (2 semanas)         | −                      | −                      | Lanzamiento: 22 de noviembre de 2004                    |
|                       | Álbumes número 1                 | 0                      | 1                      | 0                      |                                                         |
| Álbumes en los top 10 | 16                               | 1                      | 1                      |                        |                                                         |
| Álbumes en las listas | 31                               | 11                     | 5                      |                        |                                                         |

- 1972: Seine großen Erfolge
- 1976: Star Portrait
- 1979: Die Howard Carpendale Story
- 1983: Meine schönsten Hits
- 1987: Gold Collection - Die wertvolle Auswahl auf CD
- 1988: Erfolge
- 1990: Stationen
- 1991: Here I Go Again
- 1996: Premium Gold Collection
- 1998: Premium Gold Collection II
- 2002: Mit viel Gefühl - Die größten Erfolge
- 2005: The Platinum Collection
- 2005: Essential Howard Carpendale
- 2007: Essential Vol.2 Howard Carpendale
- 2007: Hello How Are You
- 2009: The Best of
- 2010: Mein Sudafrika - Lieder meiner Heimat
- 2010: Glanzlichter
- 2011: Covered By
- 2011: All the Best

## Sencillos

### Posición en las listas
| Año                     | Título                                          | Posición en las listas | Posición en las listas | Posición en las listas | Notas                                 |
| Año                     | Título                                          | DE                     | AT                     | CH                     | Notas                                 |
| ----------------------- | ----------------------------------------------- | ---------------------- | ---------------------- | ---------------------- | ------------------------------------- |
| 1968                    | Ob-La-Di, Ob-La-Da                              | 39 (2 semanas)         | −                      | −                      | Lanzamiento: 15 de diciembre de 1968  |
| 1969                    | Ich geb’ mir selbst ’ne Party                   | 15 (7 semanas)         | −                      | −                      | Lanzamiento: 15 de mayo de 1969       |
| 1969                    | Indianapolis                                    | 34 (7 semanas)         | −                      | −                      | Lanzamiento: 1 de noviembre de 1969   |
| 1970                    | Das schöne Mädchen von Seite 1                  | 6 (13 semanas)         | −                      | −                      | Lanzamiento: 1 de junio de 1970       |
| 1970                    | Ich hab’ mein Glück gefunden                    | 27 (14 semanas)        | −                      | −                      | Lanzamiento: 1 de noviembre de 1970   |
| 1971                    | Wenn unsere Liebe ewig so bliebe                | 49 (1 semanas)         | −                      | −                      | Lanzamiento: 19 de abril de 1971      |
| 1971                    | Heiß wie Feuer                                  | 35 (5 semanas)         | −                      | −                      | Lanzamiento: 29 de noviembre de 1971  |
| 1972                    | Ich finde dich viel schöner, wenn du lachst     | 50 (1 semanas)         | −                      | −                      | Lanzamiento: 27 de febrero de 1972    |
| 1974                    | …da nahm er seine Gitarre                       | 17 (17 semanas)        | −                      | −                      | Lanzamiento: 25 de febrero de 1972    |
| 1974                    | Du fängst den Wind niemals ein                  | 8 (28 semanas)         | 13 (8 semanas)         | −                      | Lanzamiento: 9 de septiembre de 1974  |
| 1975                    | Deine Spuren im Sand                            | 3 (30 semanas)         | 5 (20 semanas)         | 2 (14 semanas)         | Lanzamiento: 24 de febrero de 1975    |
| 1975                    | …und ich warte auf ein Zeichen                  | 24 (14 semanas)        | −                      | −                      | Lanzamiento: 22 de septiembre de 1975 |
| 1976                    | Fremde oder Freunde                             | 20 (13 semanas)        | −                      | −                      | Lanzamiento: 19 de abril de 1976      |
| 1977                    | Tür an Tür mit Alice                            | 8 (16 semanas)         | 11 (8 semanas)         | 8 (7 semanas)          | Lanzamiento: 24 de enero de 1977      |
| 1977                    | Nimm den nächsten Zug                           | 16 (16 semanas)        | −                      | −                      | Lanzamiento: 20 de junio de 1977      |
| 1977                    | Ti amo                                          | 2 (27 semanas)         | 10 (20 semanas)        | −                      | Lanzamiento: 31 de octubre de 1977    |
| 1978                    | Auf der langen Reise                            | 38 (8 semanas)         | −                      | −                      | Lanzamiento: 17 de abril de 1978      |
| 1978                    | …dann geh doch                                  | 15 (21 semanas)        | 24 (8 semanas)         | 6 (9 semanas)          | Lanzamiento: 11 de septiembre de 1978 |
| 1979                    | Sag nicht, es war einmal                        | 26 (20 semanas)        | −                      | −                      | Lanzamiento: 19 de marzo de 1979      |
| 1979                    | Nachts, wenn alles schläft                      | 3 (35 semanas)         | 25 (2 semanas)         | −                      | Lanzamiento: 17 de septiembre de 1979 |
| 1980                    | Wie frei willst du sein?                        | 6 (21 semanas)         | 10 (4 semanas)         | 8 (5 semanas)          | Lanzamiento: 7 de enero de 1980       |
| 1980                    | Es geht um mehr                                 | 11 (26 semanas)        | 16 (4 semanas)         | −                      | Lanzamiento: 25 de agosto de 1980     |
| 1981                    | Wer von uns                                     | 26 (16 semanas)        | −                      | −                      | Lanzamiento: 9 de febrero de 1981     |
| 1981                    | Wem                                             | 9 (23 semanas)         | −                      | −                      | Lanzamiento: 17 de agosto de 1981     |
| 1982                    | Ich will den Morgen mit dir erleben             | 38 (10 semanas)        | −                      | −                      | Lanzamiento: 19 de abril de 1982      |
| 1982                    | Morgen früh wirst Du geh’n                      | 32 (15 semanas)        | −                      | −                      | Lanzamiento: 6 de septiembre de 1982  |
| 1984                    | Hello Again                                     | 5 (19 semanas)         | 10 (4 semanas)         | 3 (15 semanas)         | Lanzamiento: 30 de enero de 1984      |
| 1984                    | Es war nichts los heut’ Nacht                   | 55 (7 semanas)         | −                      | −                      | Lanzamiento: 17 de junio de 1984      |
| 1984                    | Samstag Nacht                                   | 26 (16 semanas)        | −                      | −                      | Lanzamiento: 15 de octubre de 1984    |
| 1985                    | Shine on (der Regen von New York)               | 22 (14 semanas)        | −                      | −                      | Lanzamiento: 20 de mayo de 1985       |
| 1985                    | Wenn es dich irgendwo gibt                      | 33 (10 semanas)        | −                      | −                      | Lanzamiento: 26 de agosto de 1985     |
| 1986                    | Lisa ist da (Key Largo)                         | 44 (11 semanas)        | −                      | −                      | Lanzamiento: 26 de mayo de 1986       |
| 1986                    | Sag ihm, dass du gehst                          | 43 (12 semanas)        | −                      | −                      | Lanzamiento: 13 de octubre de 1986    |
| 1987                    | Laura Jane                                      | 23 (21 semanas)        | −                      | −                      | Lanzamiento: 24 de agosto de 1987     |
| 1989                    | One More Dance in Blue                          | 25 (17 semanas)        | −                      | −                      | Lanzamiento: 17 de septiembre de 1989 |
| 1990                    | Sie hatten Blumen in den Haaren (San Francisco) | 62 (8 semanas)         | −                      | −                      | Lanzamiento: 22 de enero de 1990      |
| 1990                    | Piano in der Nacht                              | 63 (12 semanas)        | −                      | −                      | Lanzamiento: 29 de octubre de 1990    |
| 1991                    | …das nennt man Blues                            | 63 (7 semanas)         | −                      | −                      | Lanzamiento: 25 de febrero de 1991    |
| 1991                    | Vielleicht niemals                              | 52 (10 semanas)        | −                      | −                      | Lanzamiento: 15 de abril de 1991      |
| 1991                    | Willkommen auf der Titanic                      | 65 (7 semanas)         | −                      | −                      | Lanzamiento: 10 de junio de 1991      |
| 1992                    | Mit viel, viel Herz                             | 47 (13 semanas)        | −                      | −                      | Lanzamiento: 6 de abril de 1992       |
| 1992                    | Ohne dich                                       | 98 (1 semanas)         | −                      | −                      | Lanzamiento: 31 de agosto de 1992     |
| 1992                    | Du bist nicht mehr wie sonst…                   | 74 (5 semanas)         | −                      | −                      | Lanzamiento: 21 de diciembre de 1992  |
| 1994                    | Hey, versuch’s noch mal mit mir                 | 76 (2 semanas)         | −                      | −                      | Lanzamiento: 28 de marzo de 1994      |
| 1994                    | Du bist die Antwort für mich                    | 94 (2 semanas)         | −                      | −                      | Lanzamiento: 27 de junio de 1994      |
| 1998                    | Mit Dir verschwend’ ich meine Zeit              | 45 (3 semanas)         | −                      | −                      | Lanzamiento: 14 de septiembre de 1998 |
| 2007                    | Na und                                          | 36 (9 semanas)         | −                      | −                      | Lanzamiento: 28 de septiembre de 2007 |
| 2008                    | Hi                                              | 77 (1 semanas)         | −                      | −                      | Lanzamiento: 21 de febrero de 2008    |
| 2008                    | Yes We Can                                      | 74 (2 semanas)         | −                      | −                      | Lanzamiento: 19 de diciembre de 2008  |
| 2009                    | Noch immer mittendrin                           | 71 (2 semanas)         | −                      | −                      | Lanzamiento: 11 de septiembre de 2009 |
|                         | Sencillos nr. 1                                 | 0                      | 0                      | 0                      |                                       |
| Sencillos top 10        | 9                                               | 4                      | 5                      |                        |                                       |
| Sencillos en las listas | 50                                              | 9                      | 5                      |                        |                                       |

### Otras publicaciones
- 1967: Stand by Me
- 1967: Geh doch nicht am Glück vorüber
- 1967: Lebenslänglich
- 1967: Immer nur an eine denken
- 1968: Bunt, so bunt
- 1968: Wir sagen ja zu der Liebe
- 1968: London Lady
- 1970: Warum bist du traurig?
- 1974: When a Child Is Born
- 1979: I’ve Got to Go on
- 1988: Nachts, wenn alles schläft ’88
- 1995: It’s Not Over
- 2011: Das alles bin ich

## VHS/DVD
- 1997: Live
- 2001: Mein Kapstadt Alles OK
- 2004: Das Finale - Live
- 2004: Mein Leben - Die Anthologie
- 2005: Musik, das ist mein Leben - Live
- 2005: Matchball 1
- 2005: Matchball 2
- 2005: Matchball 3
- 2005: Matchball 4
- 2005: Matchball 5
- 2007: Live in Berlin
- 2007: Wiedersehen in Kanada
- 2008: Mein Weg zu dir - Die ZDF Live Show von 1980
- 2008: 20 Uhr 10 LIVE
- 2011: Das Alles bin ich

## Galardones por sus cifras de ventas
Discos de oro
- Alemania
  - 1979: por el álbum Mein Weg zu Dir
  - 1980: por el álbum Eine Stunde für Dich
  - 1981: por el álbum Such mich in meinen Liedern
  - 1984: por el álbum Hello Again
  - 1985: por el álbum Howard Carpendale ’84
  - 1986: por el álbum Mittendrin
  - 1988: por el álbum Carpendale
  - 2003: por el álbum Danke…Ti Amo
  - 2004: für die DVD Das Finale - Live
  - 2009: por el álbum Stark
- Austria
  - 2008: por el álbum 20 Uhr 10

En su carrera Howard Carpendale consiguió 11 discos de oro.

## Filmografía
- 1984 Niemand weint für immer
- 1992 Wiedersehen in Kanada (TV-Film)
- 1994 Matchball (TV-Serie)

## Galardones
- Echo
  - 1993: en la categoría "Schlager/Artista nacional de música popular/Internacional"
  - 1996: en la categoría "Schlager/Artista nacional de música popular/Internacional"
  - 2004: en la categoría "Trayectoria"
- Goldene Europa
  - 1978, 1987

- Goldene Stimmgabel
  - 1981, 1984, 1986, 1987

- Live Entertainment Award
  - 2009: en la categoría "Gira en salas y arenas del año" (“20 Uhr 10″-Tour 2008)

- Löwe von Radio Luxemburg
  - 1974: „Silber“ (Du fängst den Wind niemals ein)